# Nikephoros Kantakuzenos
Nikephoros Kantakuzenos (mittelgriechisch Νικηφόρος Καντακουζηνός; † nach 1355) war ein byzantinischer Aristokrat und Provinzgouverneur.

## Leben
Nikephoros war ein Cousin (εξάδελφος) von Kaiser Johannes VI. Kantakuzenos. Zu Beginn des byzantinischen Bürgerkriegs im Oktober 1341 wurde er auf Befehl von Alexios Apokaukos, dem engsten Berater von Kaiserin Anna Palaiologina, zusammen mit anderen Mitgliedern der Familie Kantakuzenos in Konstantinopel gefangengesetzt. Als Johannes VI. am 31. März 1347 die Regierungsgewalt in der Hauptstadt übernahm, kam Nikephoros wieder frei.
Johannes VI. verlieh Nikephoros spätestens 1351 die hohe Hofwürde eines Sebastokrators und übertrug ihm die Statthalterschaft über Adrianopel, dessen Zitadelle er im erneuten Bürgerkrieg 1352 zusammen mit Matthaios Asanes Kantakuzenos gegen die Truppen Johannes’ V. verteidigte. Nach der Absetzung Johannes’ VI. im Dezember 1354 sicherte er Adrianopel für dessen Sohn Matthaios, der von Thrakien aus den Kampf um den Kaiserthron gegen Johannes V. fortsetzte.
Letztmals wird Nikephoros Kantakuzenos 1355 erwähnt. Seine Tochter Theodora Komnene Kantakuzene war seit 1351 mit dem trapezuntischen Kaiser Alexios III. Komnenos verheiratet. Außerdem hatte er vermutlich einen Sohn, der Manuel Kantakuzenos Strategopulos hieß.